# Валлаби (род)
Валлаби (лат. Wallabia) — род австралийских сумчатых из семейства кенгуровых. Включает один ныне живущий и 2 ископаемых вида.

## Классификация
- Wallabia bicolor (Lesson, 1828) — Болотный валлаби — единственный из ныне живущих представителей рода. Распространён на востоке Квинсленда и Нового Южного Уэльса и юго-востоке Южной Австралии.
- † Wallabia indra (De Vis, 1895) — жили в раннем плиоцене, ископаемые остатки обнаружены в юго-восточном Квинсленде (Chinchilla local fauna)[2]
- † Wallabia kitcheneri Flannery, 1989 — обитали в позднем плейстоцене, обнаружен в Мамонтовой пещере на юго-западе штата Западная Австралия (Mammoth Cave local fauna)[2]; по результатам исследований, основанных на новых раскопках в пещерах Тилаколео южно-австралийской равнины Налларбор и опубликованных в 2021 году, этот вид из-за анатомических отличий от всех известных представителей рода Валлаби был переименован в Congruus kitcheneri[3][4], исследование приписывает этому виду также проживание на деревьях